# Martim Francisco (Mogi Mirim)
Martim Francisco é um distrito do município brasileiro de Mogi Mirim, no interior do estado de São Paulo.

## História

### Origem
O povoado que deu origem ao distrito se desenvolveu ao redor da estação ferroviária Conselheiro Martim Francisco, inaugurada pela Companhia Mogiana de Estradas de Ferro em 06/12/1892.
A estação foi oferecida à Mogiana por um grupo de fazendeiros e o seu nome foi dado por indicação do Sr. Arthur Prado de Queiroz Telles, em consideração aos serviços prestados pelo Conselheiro Martim Francisco Ribeiro de Andrada à região e à ferrovia.
Ela servia principalmente para embarque de café, mas, com a decadência dessa cultura na região durante os anos 50, passou a ser o centro de embarque do gado de toda a região, porque tinha uma armazém especial para esse fim. Também existia, ao lado da estação, uma ferraria muito famosa, utilizada pelos mesmos proprietários para o seu gado.

### Formação administrativa
- Distrito policial de Martim Francisco criado em 13/12/1935 no município de Mogi Mirim, extinto em 1945[5].
- Decreto nº 22.245 de 13/05/1953 - Cria a 2.ª subdelegacia de polícia na localidade conhecida por Martim Francisco, no distrito e município de Mogi Mirim[6].
- Distrito criado pela Lei n° 3.198 de 23/12/1981, com sede no bairro de igual nome e com território desmembrado do distrito de Mogi Mirim[7][8].

## Geografia

### Demografia

#### População urbana
| Crescimento população urbana | Crescimento população urbana | Crescimento população urbana | Crescimento população urbana |
| Censo                        | Pop.                         |                              | %±                           |
| ---------------------------- | ---------------------------- | ---------------------------- | ---------------------------- |
| 1980                         | 861                          |                              | —                            |
| 1991                         | 1 270                        |                              | 47,5%                        |
| 2000                         | 1 406                        |                              | 10,7%                        |
| 2010                         | 2 201                        |                              | 56,5%                        |
| Fonte: IBGE e Fundação SEADE |                              |                              |                              |

#### População total
Pelo Censo 2010 (IBGE) a população total do distrito era de 3 000 habitantes.

### Área territorial
A área territorial do distrito é de 79,795 km².

### Rodovias
O distrito possui acesso à cidade de Mogi Mirim e à Rodovia Monsenhor Clodoaldo de Paiva (SP-147) através de estrada vicinal.

### Ferrovias
Pátio Martim Francisco (ZKF) do Corredor de Exportação Araguari-Santos, sendo a ferrovia operada atualmente pela VLI Multimodal S.A..

## Serviços públicos

### Administração
A administração do distrito é feita pela Subprefeitura de Martim Francisco.

### Registro civil
Feito na sede do município, pois o distrito não possui Cartório de Registro Civil das Pessoas Naturais.

### Saneamento
O serviço de abastecimento de água é feito pelo Serviço Autônomo de Água e Esgotos de Mogi Mirim (SAAE).

### Energia
A responsável pelo abastecimento de energia elétrica é a Neoenergia Elektro, antiga CESP.

### Telecomunicações
O distrito era atendido pela Telecomunicações de São Paulo (TELESP), que inaugurou a central telefônica utilizada até os dias atuais. Em 1998 esta empresa foi vendida para a Telefônica, que em 2012 adotou a marca Vivo para suas operações.

## Religião
O Cristianismo se faz presente no distrito da seguinte forma:

### Igreja Católica
- A igreja faz parte da Diocese de Amparo[21].

### Igrejas Evangélicas
- Assembleia de Deus - O distrito possui uma congregação da Assembleia de Deus Ministério do Belém, vinculada ao Campo de Mogi Mirim[22][23].
- Congregação Cristã no Brasil[24].